# 中川良一
中川 良一（なかがわ りょういち、1913年（大正2年）4月27日 – 1998年（平成10年）7月30日）は、日本の航空技術者、自動車技術者。中島飛行機の設計主任として誉エンジンを手掛け、戦後はプリンス自動車を経て日産自動車の専務を務めた。

## 経歴
東京府（現・東京都）に鉄道官僚中川正左の長男として生まれる。
1936年（昭和11年）東京帝国大学工学部機械工学科を卒業後、中島飛行機に入社。栄エンジンの20型以降への改良に従事し、空冷エンジンの限界と言われた1000馬力の壁を突破する。1941年（昭和16年）設計主任を務めた誉エンジンの試作1号機が完成。中島式低圧燃料噴射の特許を取得し、誉エンジンほか中島製のエンジン全種に採用。
1945年（昭和20年） - 終戦により、連合軍総司令部（GHQ）命令により航空機産業は禁止され、12社に解体された旧中島飛行機の一つである富士精密工業（のちのプリンス自動車工業）にて、自動車技術者としての第二の人生を開始し、特に「エンジン屋」として、プリンス技術部門を統括した。

### 富士精密～日産自動車での経歴
- 1951（昭和26年） - 富士精密工業取締役[6]。
- 1966年（昭和41年）8月、プリンス自動車工業合併により日産自動車常務取締役[6]。
- 1969年（昭和44年） - 日産自動車専務取締役[6]。
- 1979年（昭和44年） - 日産自動車技術顧問[6]。

### 社外での経歴
- 1951（昭和26年） ～1965年（昭和40年）まで東京大学工学部航空機原動機学科講師[6]。
- 1961年（昭和36年） - 工学博士（東京大学）[1]。
- 1961年（昭和36年） - 日本機械学会副会長[6]。
- 1972年（昭和47年）～1976年（昭和51年）自動車技術会会長[6]。
- 1972年（昭和49年）～1980年（昭和55年）国際自動車技術会連合（FISITA）副会長[6]。
- 1976年（昭和51年） - 米国自動車技術会（SAE）名誉会員[6]。
- 1977年（昭和52年）～1984年（昭和59年）日本電子機器取締役会長[6]。
- 1998年（平成10年）7月30日、死去。